# Parkpoom Wongpoom
Parkpoom Wongpoom (en thaï : ภาคภูมิ วงศ์ภูมิ) (né le 23 septembre 1978 à Bangkok, en Thaïlande) est un réalisateur, scénariste et directeur de la photographie thaïlandais.

## Biographie
En 2000, Parkpoom Wongpoom est diplômé de l'université Rangsit en spécialisation en faculté des arts de la communication au cinéma et de vidéo. La même année, il commence sa carrière à l'âge de vingt-deux ans avec un court-métrage intitulé Luang ta (Old Monk) ne durant que huit minutes et a été présenté à de nombreux festivals. En particulier, the Thai Short Film and Video Festival, the Clermont-Ferrand International Short Film Festival, the Singapore International Film Festival and the Pusan International Short Film Festival.
En 2001, il remporte les prix du meilleur réalisateur et meilleur court-métrage thaïlandais au Bangkok Film Festival. En 2003, In the Eyes est le deuxième film de Parkpoom qui ne dure que 14 minutes, qui raconte la première expérience sexuelle d'un garçon et a été présenté  the Asiexpo à Lyon, the Puchon International Fantastic Film Festival, the Pusan International Film Festival, the Canadian World Wide Short Film Festival, Flickerfest en Australie and the Solothurn Film Festival.
Ce n'est qu'en 2004 qu'il percera réellement le domaine cinématographique avec son premier film, Shutter en tant que réalisateur et scénariste. Un film d'horreur qu'il réalise avec Banjong Pisanthanakun et qui donnera par la suite, deux remakes : un américain et un japonais. Le film a été le plus gros succès au box-office en Thaïlande cette année, et a également été un succès à Singapour, en Malaisie, aux Philippines et au Brésil.
Il notamment fait partie des membres du jury pour la compétition des courts-métrages pour Nokia Creative Arts Awards 2004 à Kuala Lumpur et 2005 Bangkok International Film Festival. En 2007, il collabore à nouveau avec Banjong Pisanthanakun pour un autre film d'horreur qui remportera également un succès, Alone.

## Filmographie
Sauf indication contraire, les informations mentionnées dans cette section peuvent être confirmées par la base de données cinématographiques IMDb,  présente dans la section « Liens externes ».
| Année | Films                                        | Profession(s) | Profession(s) | Profession(s)                | Profession(s) |
| Année | Films                                        | Réalisateur   | Scénariste    | Autre                        |               |
| ----- | -------------------------------------------- | ------------- | ------------- | ---------------------------- | ------------- |
| 2000  | Luang Ta (Old Monk) (หลวงตา) (court-métrage) | ✔️            | ✔️            | Directeur de la photographie |               |
| 2003  | In the Eyes (court-métrage)                  | ✔️            | ✔️            |                              |               |
| 2004  | Shutter (ชัตเตอร์ กดติดวิญญาณ)                   | ✔️            | ✔️            |                              |               |
| 2007  | Alone (แฝด)                                  | ✔️            | ✔️            |                              |               |
| 2008  | Phobia (สี่แพร่ง)                               | ✔️            | ✔️            |                              |               |
| 2009  | Phobia 2 (ห้าแพร่ง)                            | ✔️            | ✔️            |                              |               |
| 2015  | Falling Rain (ฝนตกที่ห้วยขาแข้ง) (court-métrage) | ✔️            | ✔️            |                              |               |
| 2018  | Homestay (โฮมสเตย์),                          | ✔️            | ✔️            |                              |               |

## Distinctions
Cette section récapitule les principales récompenses et nominations obtenues par Parkpoom Wongpoom. Pour une liste plus complète, se référer à l'Internet Movie Database.
| Année | Cérémonie                                               | Pays                    | Résultat | Prix | Film                 |
| ----- | ------------------------------------------------------- | ----------------------- | -------- | --- | -------------------- |
| 2005  | Festival international du film de Bangkok               | Drapeau de la Thaïlande | Proposé  | Golden Kinnaree Award (partagé avec Banjong Pisanthanakun)                                                                    | Shutter (2004)       |
| 2006  | Festival international du film fantastique de Gérardmer | Drapeau de la France    | Remporté | Prix de l'audience (partagé avec Banjong Pisanthanakun)                                                                       | Shutter (2004)       |
| 2007  | Austin Fantastic Fest                                   | Drapeau des États-Unis  | Remporté | Prix spécial du jury (partagé avec Banjong Pisanthanakun)                                                                     | Alone (2007)         |
| 2007  | Austin Fantastic Fest                                   | Drapeau des États-Unis  | Proposé  | Prix d'horreur du jury (partagé avec Banjong Pisanthanakun)                                                                   | Alone (2007)         |
| 2007  | Screamfest                                              | Drapeau des États-Unis  | Remporté | Trophée du festival, Meilleur réalisateur (partagé avec Banjong Pisanthanakun)                                                | Alone (2007)         |
| 2007  | Toronto After Dark Film Festival                        | Drapeau du Canada       | Remporté | Meilleur long métrage (partagé avec Banjong Pisanthanakun)                                                                    | Alone (2007)         |
| 2009  | Thailand National Film Association Awards               | Drapeau de la Thaïlande | Proposé  | Meilleur scénario (partagé avec Yongyoot Thongkongtoon, Paween Purikitpanya, Banjong Pisanthanakun et Eakasit Thairaat)       | Phobia (2008)        |
| 2009  | Far East Film Festival                                  | Drapeau de l'Italie     | Proposé  | Prix de l'audience Dragon noir (partagé avec Paween Purikitpanya, Yongyoot Thongkongtoon et Banjong Pisanthanakun)            | Phobia (2008)        |
| 2015  | Hawaii International Film Festival                      | Drapeau d'Hawaï         | Remporté | Prix de l'audience : Meilleur long métrage narratif (partagé avec Nonzee Nimibutr, Wallop Prasopphol, Yongyoot Thongkongtoon) | Kitarajanipon (2015) |
| 2019  | Thailand National Film Association Awards               | Drapeau de la Thaïlande | Proposé  | Meilleur réalisateur | Homestay (2018)      |